# Commission on New Technological Uses of Copyrighted Works
Die Commission on New Technological Uses of Copyrighted Works (CONTU) ist ein im Jahr 1974 vom Kongress der Vereinigten Staaten einberufener Ausschuss zur Vorbereitung der Revision des Copyright-Gesetzes für die Anforderungen der Digitaltechnik; er empfahl, Computerprogramme zukünftig als „literarische“ Werke unter den Schutz des Copyrights zu stellen.